# Saint-Fulgence
Saint-Fulgence è un comune del Canada, situato nella provincia del Québec, nella regione di Saguenay-Lac-Saint-Jean.